# Valentyn Mel'nytchouk
Valentyn Mel’nytchouk, (en ukrainien : Валентин Мельничук), né le 16 avril 1940, est un entraîneur ukrainien de basket-ball. 